# FC Mulhouse Basket
Le FC Mulhouse Basket était un club français de basket-ball évoluant en Nationale 1 (troisième division du championnat de France) et basé à Mulhouse. Il est maintenant le Mulhouse Basket Agglomération (MBA).
Après être devenu le Mulhouse Pfastatt Basket Association (MPBA) à la suite d'une union avec l'ASSM Pfastatt (AS Saint-Maurice Pfastatt) à l'été 2018, le FCM Basjet est aujourd'hui le Mulhouse Basket Agglomération (MBA), depuis l'été 2020, avec pour objectif de monter en Pro B.
Les équipes amateurs mulhousiennes continuent de jouer sous le nom de Mulhouse Pfastatt Basket Association (une de leurs équipes évolue en Nationale 3 en Poule K, la Mulhouse Pfastatt Basket Association II).
La section féminine a aussi connu l'élite au début des années 1990.

## Historique
C’est dans les années 1920 que nait le basket à Mulhouse. À cette époque, on joue avec un  ballon lourd et en cuir lacé. Mais c’est aussi une domination de Mulhouse sur le basket-ball français avec, le titre national en 1924, 1925 et 1926 sous le nom de « Foyer Alsacien Mulhouse ». En 1927 un petit passage à vide, mais retour au premier plan de 1928 à 1931. En 1935, 1937 et 1938, le titre est enlevé par  un autre club mulhousien, « le Cercle athlétique mulhousien ». Une grande rivalité nait entre ces deux clubs.
Le club est né en 1949 de la fusion entre le prestigieux Foyer Alsacien Mulhouse et l'Espérance de Mulhouse. La nouvelle entité se dénomme alors Mulhouse Basket Club. En 1970, nouvelle fusion avec le SREG Mulhouse relégué de Nationale 2 en Nationale 4. Le club accède alors en Nationale 3 à la fin de sa première saison, puis en Nationale 2 (1974) avec le titre de champion de France de Nationale 3. Avec Carmine Calzonetti, arrivé comme entraîneur en 1976, le club monte en Nationale 1 (1re division) en 1978. Dans les années 1980, Jean-Luc Monschau prend la présidence du club. Peu à peu le club, habitué aux tréfonds du championnat, remonte la pente et accroche les play-off. Mais la plus belle victoire reste celle du Tournoi des As (1989), bien emmené par Philip Szanyiel et Jean-Aimé Toupane, tous deux en provenance de l'AS Monaco. Le MBC joue 2 années consécutives en Coupe Korać et atteint même une demi-finale en 1991. Cette même année 1991 voit l'arrivée à Mulhouse de Joe « JellyeBean » Bryant, père de la star de NBA Kobe Bryant âgé de 13 ans à l'époque. 
En fin de saison, le club est rétrogradé en Nationale A2 pour raisons financières. Le MBC disparaît de la Nationale A1 et devient le FCM Basket. Depuis lors le FCMB est relégué administrativement (pour cause de déficit en 1994) avant de gravir à nouveau tous les échelons du championnat. En trois années, le club remonte de trois divisions pour un retour en Pro B en 1997. Le FCM Basket enchaîne par la suite le bon et le moins bon et ne parvient pas à se hisser en Pro A.
En 2006-2007, le club, trop irrégulier et en manque de victoires est relégué en Nationale 1. 
Au cours du mois de novembre 2007, le club dépose le bilan. Fin 2008, le club est relégué sportivement en Nationale 2. Mais sans l'aide financière nécessaire, le club se voit dans l'obligation de faire faillite. Il redémarre donc en Prénationale pour la saison 2008/2009. Saison très difficile, le club se sauve lors du dernier match.
Pour 2009/2010, le club se donne de nouvelles ambitions sous l'impulsion d'un nouveau staff. Le renouveau est en marche sous le nom de Mulhouse Basket, avec l'accession en Nationale 3.
2009/2010, le projet Mulhouse Basket est abandonné, mais l'aventure continue en Nationale 3 sous le nom et les couleurs du FCM Basket.
2010/2011, l'équipe senior termine invaincue en championnat et monte en Nationale 2.
2011/12, le FCM termine deuxième de sa poule en Nationale 2. Il rencontre l'AS Monaco Basket en Play-Offs et s'incline lors de la belle.
2012/13, le FCM termine troisième de sa poule en Nationale 2 et ne dispute donc pas les Play-Offs.
2013/14, le FCM termine premier de sa poule en Nationale 2 et rencontre l'ABBR (Avenir Basket Berck Rang du Fliers) en Play-Offs. Il remporte la confrontation en 2 matches et accède ainsi à la Nationale 1.
2014/15, le FCM termine 6e de Nationale 1 et affronte l'UB Chartres en Play Off. Il s'incline 2-0.
2015/16, le FCM termine 14e de Nationale 1 et est donc relégué en Nationale 2.
Le 8 février 2016, l'entraîneur Jamel Benabid et son assistant démissionnent en raison des nombreuses défaites du FC Mulhouse Basket, alors Frédéric Munch se voit nommer au poste d'entraîneur mais décline le lendemain par SMS au président Roland André.
16 février 2018 le club est placé en redressement judiciaire mais peut malgré tout continuer le championnat de Nationale 2.
A l'issue de cette saison catastrophique, le club mulhousien s'associe avec son voisin pfastattois mieux classé (l'ASSM Pfastatt - AS Saint-Maurice Pfastatt) pour former le Mulhouse Pfastatt Basket (MPBA) et ainsi continuer son parcours en Nationale 2,. Entraîneur de l'ASSM Pfastatt, Jean-Luc Monschau redevient l'entraîneur du club mulhousien. 
Les résultats de la saison 2018/2019 permettent au club de monter en Nationale 1.
En mai 2020 le MPBA devient le Mulhouse Basket Agglomération (MBA). Le club se donne pour objectif de faire partie du haut de tableau de Nationale 1 et à terme de monter en Pro B.
Les équipes amateurs mulhousiennes continuent de jouer sous le nom de Mulhouse Pfastatt Basket Association (une de leurs équipes évolue en Nationale 3, la Mulhouse Pfastatt Basket Association II).

## Palmarès

Logo Mulhouse Basket 2006

- Vainqueur du Tournoi des As : 1989
- Finaliste de la Coupe de France : 1953
- Demi-finaliste de la Coupe Korać : 1991
- Champion de Nationale 2 (actuelle Pro B) : 1978

## Entraîneurs successifs
- 1972 - 1975 :  Marcel Rinner
- 1975 -  1978 :  Carmine Calzonetti
- 1978 - 1979 :  Serge Kalember
- 1979 - 1980 :  Rudy D'Amico
- 1980 - 1981 :  Jean Racz
- 1981 - 1983 :  Jean Galle
- 1983 - 01/1985 :  Barry White
- 01/1985 - 06/1985 :  Serge Kalember
- 1985 - 1991:  Jean-Luc Monschau
- 1991 - 1992:  Chris Singleton
- 1992 - 1993:  Patrick Schlegel
- 1993 - 1994:  Francis Jordane
- 1994 - 1998:  Patrick Schlegel
- 1998 - 2002:  Jamel Benabid
- 2002 - 2002:  Philip Szanyiel
- 2002 - 2004:  Jacques Vernerey
- 2004 - 2006:  Charlie Auffray
- 2006 - 2007:  Éric Bartecheky
- 2007 - 2008:  Mike Gonsalves
- 2009 - 2016:  Jamel Benabid
- 02/2016 - 06/2016:  John Douaglin
- 2016 - 2017 :  Frédéric Demontoux
- 01/2017 - 11/2017 : Aladdin Amdouni
- 02/2017 :  Philippe Scholastique et Slavenko Vasiljevic
- 2018 - : Jean-Luc Monschau

## Joueurs célèbres ou marquants
- Shawn Swords
- Erwan Bouvier
- Francis Schneider
- Jean-Marc Lentz
- Daniel Schreck
- Philippe Hartmann
- Jean-Luc Cereja
- Christian Monschau
- Philippe Scholastique
- Curtis Kitchen
- Mathurin Louët
- Derrick Lewis
- Joe Dawson
- Ron Davis
- J. R. Koch
- Jimmy Vérove
- Philip Szanyiel
- Jean-Aimé Toupane
- Jamel Benabid
- Franck Butter
- Mario Porter
- Joe Bryant
- Jérémy Bicrdha
- Mathieu Gitta

## Référence
1. ↑  Seuls les principaux titres en compétitions officielles sont indiqués ici.
2. 1 2  « Le MPBA devient le Mulhouse Basket Agglomération », L'Alsace,‎ 22 mai 2020 (lire en ligne, consulté le 9 mai 2021)
3. ↑  La municipalité derrière le FCM Basket, 11 novembre 2007.
4. ↑  « FCM Basket : la liquidation judiciaire annulée », L'Alsace,‎ 16 février 2018 (lire en ligne, consulté le 9 mars 2018)
5. ↑  « Mulhouse BA – Kaysersberg ABCA : deux clubs, deux visions du basket ! »
6. ↑  « Première saison pour le Mulhouse Pfastatt Basket Association », sur Mplusinfo.fr - service Communication de la Ville de Mulhouse
7. ↑  « 27 ans plus tard, Jean-Luc Monschau redevient coach de Mulhouse »